# إكس بوكس (تطبيق)
تطبيق إكس بوكس هو تطبيق لأنظمة ويندوز 8 وويندوز 10 وأندرويد وآي أو إس. إنه بمثابة تطبيق مصاحب لوحدات تحكم ألعاب فيديو إكس بوكس, مما يوفر الوصول إلى ميزات مجتمع إكس بوكس لايف، وجهاز التحكم عن بعد, بالإضافة إلى وظائف الشاشة الثانية (التي كانت تُعرف سابقًا باسم SmartGlass) مع ألعاب وتطبيقات ومحتوى محدد.
في نظام التشغيل ويندوز 10, يعمل التطبيق أيضًا كمشغل لألعاب الكمبيوتر المثبتة على الجهاز (بما في ذلك الألعاب التي تم الحصول عليها من متجر مايكروسوفت وستيم), ويوفر الوصول إلى وظائف تسجيل شاشة النظام. خلال E3 2019, تمت إعادة تسمية الإصدار الحالي من تطبيق إكس بوكس لنظام التشغيل ويندوز 10 باسم Xbox Console Companion, وتم تقديم تطبيق إكس بوكس جديد في الإصدار التجريبي. يدعم تطبيق إكس بوكس الجديد على نظام التشغيل ويندوز 10 خدمة الاشتراك في الألعاب عند الطلب إكس بوكس جيم باس.

## سمات
من خلال التطبيق, يمكن للمستخدمين الوصول إلى موجز أنشطتهم, وأصدقاء ورسائل إكس بوكس لايف, وإدارة حفلتهم, ومشاهدة مقاطع Game DVR المحفوظة, وتصفح OneGuide, وعرض إنجازاتهم . يمكن أن توفر بعض الألعاب والتطبيقات تكاملًا للشاشة الثانية عبر التطبيق, مع عرض محتوى إضافي. يمكن أيضًا استخدام التطبيق كجهاز تحكم عن بعد لوحدة التحكم.
يسمح إصدار ويندوز 10 من التطبيق للمستخدمين بدفق الألعاب من وحدة تحكم إكس بوكس ون عبر شبكة محلية, ولديه القدرة على عرض وتحرير تسجيلات Game DVR من وحدة تحكم إكس بوكس ون. يعمل أيضًا كواجهة أمامية لإصدار الكمبيوتر الشخصي من Game DVR على الأجهزة المدعومة (تم نقل إعدادات Game DVR إلى تطبيق الإعدادات على ويندوز 10 الإصدار 1703), ولديه عرض مكتبة للألعاب المثبتة على الجهاز, مثل تلك التي تم الحصول عليها عبر ستيم ومتجر مايكروسوفت.

## تاريخ

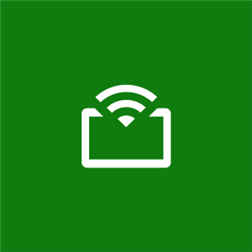
الشعار الأصلي لتطبيق إكس بوكس ون SmartGlass

تم الإعلان عن Xbox 360 SmartGlass في الأصل في E3 2012 لنظام التشغيل ويندوز 8 وآندرويد وآي أو إس. عرضت مايكروسوفت حالات استخدام للتطبيق الجديد في كل من الألعاب والترفيه, بما في ذلك خريطة مصغرة لـ Ascend: New Gods, وتجربة شاشة ثانية لمدرسة الروك مع محتوى إضافي, وصراع العروش (مع خرائط تفاعلية ومخططات شجرة العائلة). مع إصدار إكس بوكس ون في نوفمبر 2013, أصدرت مايكروسوفت تطبيق إكس بوكس ون SmartGlass مصاحبًا لنظام أندرويد وآي أو إس و ويندوز 8.1 وويندوز فون, والذي احتوى على وظائف أكثر شمولاً للتحكم في وحدة التحكم.
قدم ويندوز 10 إصدارًا مجددًا من SmartGlass يُشار إليه ببساطة باسم Xbox, والذي أضاف بشكل ملحوظ عرض مكتبة لألعاب الكمبيوتر الشخصي, والقدرة على دفق الألعاب من وحدة تحكم إكس بوكس ون على شبكة محلية. في 12 حزيران 2016, تم تحديث إصدارات الأجهزة المحمولة من تطبيقات إكس بوكس ون Smartglass للتكافؤ مع إصدار سطح المكتب, وأعيدت تسميتها "Xbox" أيضًا. لم يتم تحديث Xbox 360 SmartGlass وتم إيقافه في أيار 2018.
تم تحديث تطبيقات الأجهزة المحمولة جنبًا إلى جنب مع تحديث البرامج الثابتة لـ إكس بوكس ون في أيار 2019, مما أضاف مؤشرات الحالة عبر الأنظمة الأساسية إلى الأصدقاء.
في 9 حزيران 2019, بالتزامن مع المؤتمر الصحفي لشركة مايكروسوفت E3 2019, أصدرت مايكروسوفت تطبيق إكس بوكس جديدًا تجريبيًا حصريًا لتحديث ويندوز 10 في أيار2019 (الإصدار 1903), والذي يحتوي على واجهة مُعاد تصميمها, ويعمل كعميل لإكس بوكس جيم باس على جهاز كمبيوتر. قبل المؤتمر, أعادت مايكروسوفت تسمية تطبيق Xbox الحالي على نظام التشغيل ويندوز 10 ليصبح Xbox Console Companion.